# Muchacha
Muchacha è un singolo della cantante italiana Anna Tatangelo, pubblicato il 4 luglio 2014.

## Video musicale
Il videoclip del brano è stato diretto da Gaetano Morbioli e ottiene in quattro mesi circa tre milioni di visualizzazioni.

## Tracce
Testi e musiche di Francesco Silvestre.
Download digitale
1. Muchacha – 3:03

## Formazione
- Anna Tatangelo - voce
- Maurizio Fiordiliso - chitarra
- Lele Melotti - batteria
- Roberto D'Aquino - basso
- Adriano Pennino - tastiera

## Successo commerciale
Muchacha è stata la hit estiva dell'estate 2014, ottenendo un grande successo commerciale, restando nella Top Singoli per numerose settimane.
Il singolo ha ottenuto un grande successo anche a livello radiofonico in Italia, raggiungendo la 33ª posizione nell'airplay generale, e la top 15 nell'airplay italiano, ovvero l'11ª posizione. Al termine dell'anno è risultato essere il 72º brano italiano più trasmesso dalle radio.

## Classifiche
| Classifica (2014) | Posizione massima |
| ----------------- | ----------------- |
| Italia            | 59                |